# Shagya-Araber
Shagya-Araber ist eine Pferderasse.
Der Shagya-Araber ist eine weitgehend auf Vollblutarabern aufgebaute, eigenständige Rasse, die mehr Größe, Substanz und Reitpferdepoints aufweist als ihr kleinerer und zierlicherer Bruder, der Vollblutaraber. Entwickelt wurde diese Rasse seit Ende des 18. Jahrhunderts in den Ländern der K.u.k.-Monarchie, insbesondere im heutigen Ungarn, Rumänien und der Tschechoslowakei. Dabei wurden bei ausschließlicher Verwendung von Vollblutaraberhengsten zur Erhöhung von Größe und Kaliber gelegentlich und gezielt fremdblütige Stuten eingesetzt, was in den Stutbüchern genauestens vermerkt wurde. Das Zuchtbuch wird in Deutschland vom Verband der Züchter und Freunde des Arabischen Pferdes VZAP und dem Zuchtverband für Sportpferde Arabischer Abstammung ZSAA geführt.
Hintergrundinformationen zur Pferdebewertung und -zucht finden sich unter: Exterieur, Interieur und Pferdezucht.

## Exterieur
Der Kopf ist klein, markant und trocken mit gerader bis konkaver Stirnlinie und weit auseinanderliegenden, dunklen Augen. Die Ganaschen sind breit und weit auseinanderliegend, die Nüstern groß, elastisch und erweiterungsfähig. Der Hals ist lang und nach oben gewölbt, weist eine leichte Kehle auf und geht in eine schräge Schulter über. Der Widerrist ist ausgeprägt und bietet eine gute Sattellage, der Rücken ist mittellang bei ausreichender Brusttiefe. Der Körper ist gut bemuskelt, die Kruppe lang und leicht geneigt. Der Schweif ist hoch angesetzt und wird erhaben getragen. Fell und Deckhaar sind fein und seidig und unterstreichen den Adel der Rasse. Das Fundament ist trocken, zum Körperbau passend und weist korrekte, große Gelenke bei mittellangen Fesseln und wohlgeformten Hufen auf. Als Fellfarbe dominiert der Schimmel, gefolgt von Braunen, selten sind Rappen. Füchse kommen fast ausschließlich in den südosteuropäischen Blutlinien vor: Rumänien, Serbien, Kroatien, Bosnien und Bulgarien.

## Interieur
Für seinen Einsatzzweck als leistungsbereites Reit- und Fahrpferd für Sportzwecke jeder Art weist der Shagya-Araber einen umgänglichen und unkomplizierten, dabei jedoch einsatzfreudigen, leistungsfähigen und nervenstarken Charakter auf. Er zeigt ein ausgeglichenes und gelassenes Temperament und macht einen intelligenten und wachen Eindruck. Aufgrund seiner arabischen Wurzeln ist der Shagya-Araber sehr menschenfreundlich, wenn er auch dementsprechend behandelt wird.

## Verwendung
Früher dienten Shagya-Araber in der Armee als Offizierspferde, zogen Kutschen und wurden für die Zucht als Veredler in die ganze Welt verkauft. Heute werden sie vielseitig im Reitsport eingesetzt. Sie eignen sich hervorragend als Wander- und Distanzreitpferde. Ihre vielseitige Veranlagung prädestiniert sie für den Vielseitigkeitssport, wobei sie ihre Härte, ihr Galoppiervermögen und ihre Ausdauer insbesondere in der Geländeprüfung ausspielen können. Aber auch in der Dressur, im Springen und als Zugpferde vor leichten Wagen, für die Jagd mit der Meute und als Freizeitpferde sind sie gut geeignet.

## Zuchtgeschichte

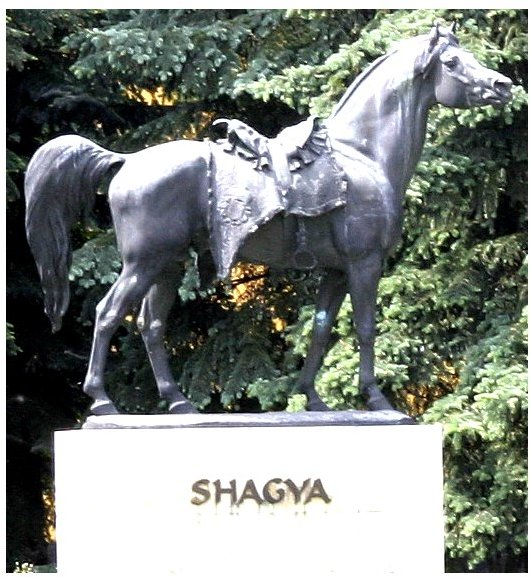
Die Statue A bábolnai fehér mén (György Vastagh) von Shagya im Innenhof des Nationalgestüts in Bábolna (Ungarn)

Die Pferderasse hieß bis 1978 schlicht „Araberrasse“ und erhielt dann, hauptsächlich um Missverständnisse in der englischen Übersetzung zu vermeiden, ihren heutigen Namen. Benannt wurde sie nach dem Originalaraber Shagya, einem geapfelten Honigschimmel, der jedoch nicht Begründer der Rasse ist. Ihre Gründung geht mit der Gründung des Gestüts Bábolna Ende des 18. Jahrhunderts einher. Dabei spielte Feldmarschall-Leutnant Joseph von Cavallar eine große Rolle.
Der 1830 geborene Hengst Shagya wurde 1836 von Baron von Herbert für 1.800 Gulden von dem Beduinen-Stamm der Bani Saher in Syrien erworben. Er wurde 1837 nach Ungarn in das Nationalgestüt Bábolna gebracht und dort zur Zucht eingesetzt, bis er dort 1842 verendete. Der Hengst hatte ein Stockmaß von beinahe 160 cm. Fürst Hermann von Pückler-Muskau beschrieb ihn 1839 bei einem Besuch des Gestüts als einen „kraftvollen, gut bemuskelten, dabei sehr edlen Hengst“.
In Folge wurden Shagya-Araber aus dem Stamm Shagyas auch in den Staatsgestüten Mezőhegyes, Radautz, Piber und Topoľčianky gezüchtet. Neben dem Shagya-Stamm gibt es weitere Stämme wie Gazal, O’Bajan, Kemir, Siglavy Bagdady, Siglavy u. a.

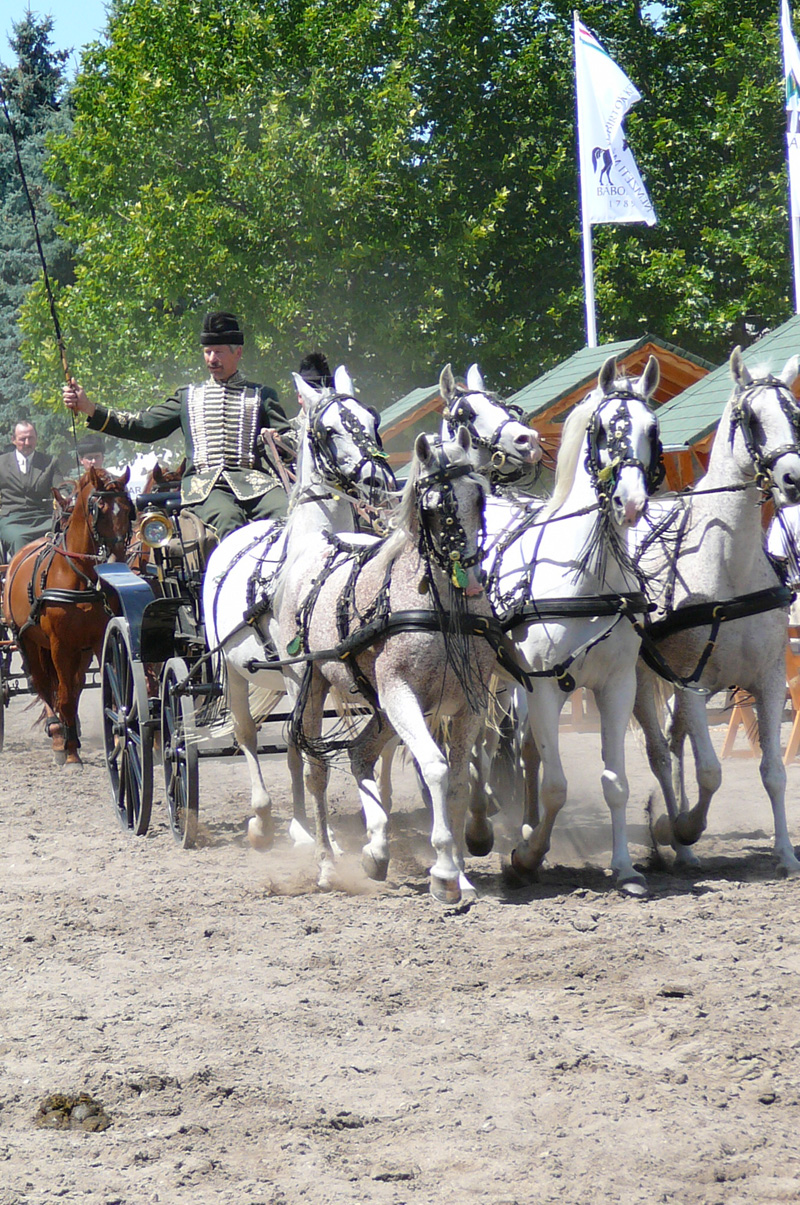
5 Shagya-Araber in einer traditionellen ungarischen 5-Spännigen Anspannung vor der Kutsche
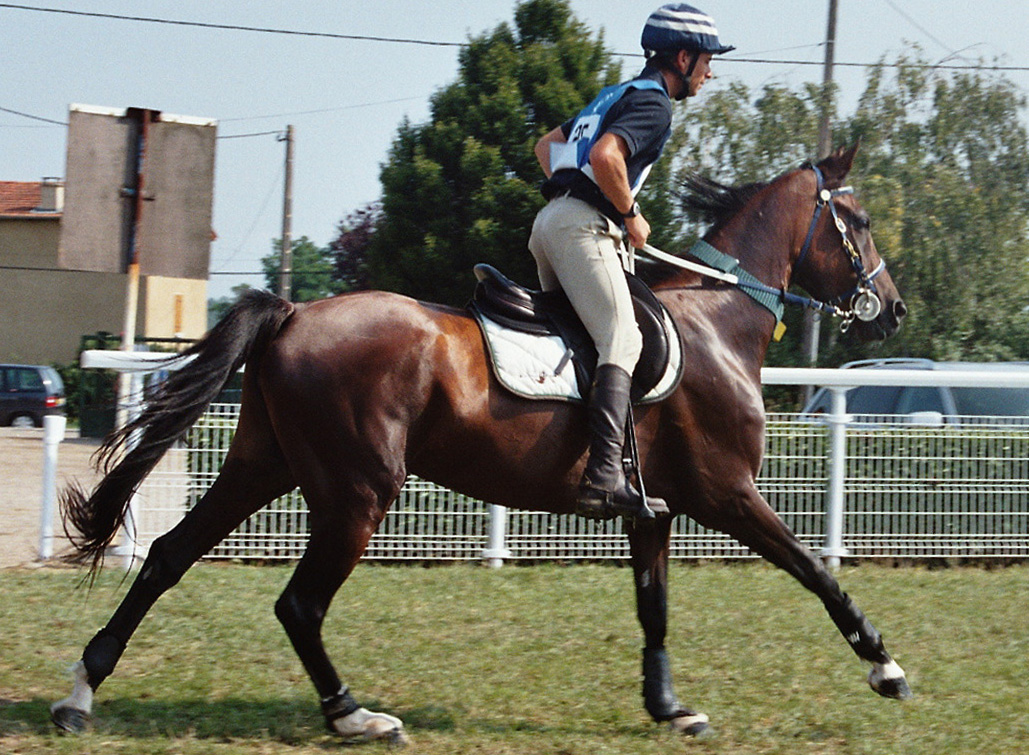
Shagya-Araber beim Distanzreiten
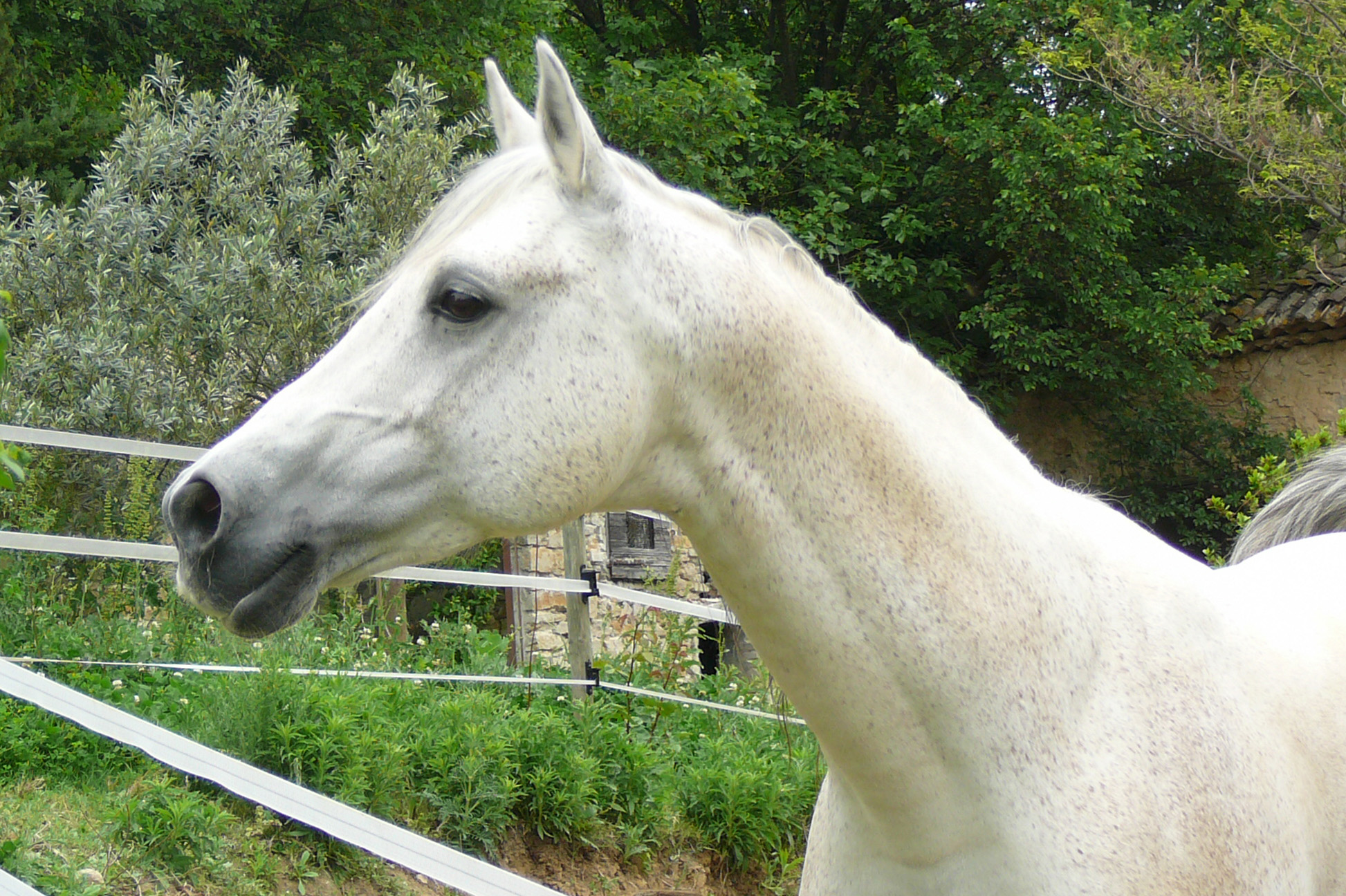
Kopf eines Shagya-Araber-Hengstes